# Burg Neideck (Allgäu)
Die Burg Neideck ist eine teilweise erhaltene Spornburg auf 665 m ü. NHN über der Unteren Argen 2000 Meter nordöstlich des Ortsteils Christazhofen der Gemeinde Argenbühl im Landkreis Ravensburg (Baden-Württemberg).
Die Burg wurde vermutlich im 12. Jahrhundert erbaut. 1217 wird erstmals die Herrschaft der Edelfreien von Neideck genannt. Ritter Heinrich von Neideck war 1239 im Gefolge von Graf Wolfrad von Veringen beim Leutkircher Vertrag zwischen den Klöstern Isny und Kempten. 1293 war Heinrich von Neideck „Landrichter auf der Leutkircher Heide und zu Wangen“.
1493 wurden Burg und Herrschaft verkauft und 1780 nach mehrmaligem Besitzwechsel mit der Herrschaft Trauchburg vereinigt.
Von der ehemaligen Burganlage auf einer Fläche von 40 mal 50 Meter ist ein quadratisches palasartiges Wohngebäude, heute in Privatbesitz, mit Resten eines hochmittelalterlichen Burgturms auf einer Grundfläche von 11 mal 11 Meter erhalten. Der Rittersaal und das Burgverlies sind erhalten. Die Burgkapelle wurde 1884 abgebrochen.